# Emil von Berger

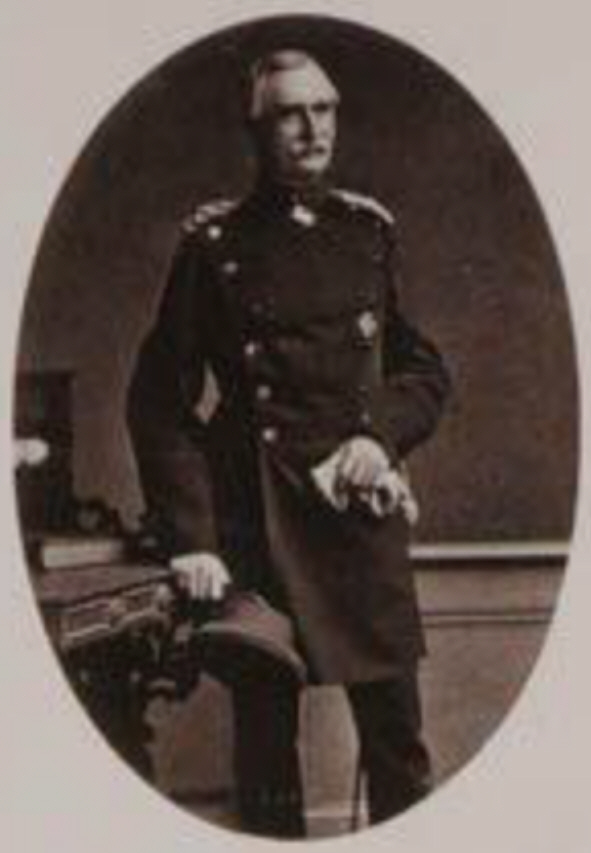
Emil von Berger (nach 1870)

Emil Alexander August Ferdinand Ritter und Edler Herr von Berger (* 4. Juni 1813 in Bad Segeberg; † 23. März 1900 in Berlin) war ein preußischer General der Infanterie.

## Leben

### Herkunft
Er war der Sohn von August von Berger (1765–1850) und dessen Ehefrau Amalie, geborene von Döring (1768–1813). Sein Vater war hannoverscher Generalleutnant und Gesandter in Berlin. Sein Bruder Ludwig Heinrich Georg (1799–1863) war ebenfalls hannoverscher Generalleutnant und Kommandant von Hannover.

### Militärkarriere
Berger besuchte eine Schule in Holzminden und trat am 1. Dezember 1829 als Avantageur in das 2. Infanterie-Regiment der Hannoverschen Armee ein. Dort wurde er am 4. April 1830 zum Sekondeleutnant befördert. Anfang April 1839 trat er in die Preußische Armee über und wurde im 2. Garde-Regiment zu Fuß angestellt. Mitte September 1843 zum Premierleutnant befördert, nahm Berger 1848 zunächst an der Niederschlagung der Straßenkämpfe in Berlin, sowie anschließend am Feldzug gegen Dänemark als Adjutant beim Generalkommando der Schleswig Holsteinischen Truppen teil. Hier kam er in den Gefechten bei Schleswig, Düppel, Bau und Hadersleben zum Einsatz. Ab 1849 wieder im Truppendienst als Kompanieführer, wurde er 1850 Hauptmann und Kompaniechef und stieg als Major 1858 zum Bataillonskommandeur auf. Noch als Oberstleutnant beauftragte man Berger am 19. Mai 1863 mit der Führung des Leib-Grenadier-Regiments Nr. 8 und ernannte mit der Beförderung zum Oberst am 22. September 1863 zum Kommandeur.
1864 nahm er mit diesem Verband während des Krieges gegen Dänemark u. a. am Sturm auf die Düppeler Schanzen teil. Dabei wurde Berger verwundet und für seine Leistungen während dieses Krieges mit dem Orden Pour le Mérite, dem Roten Adlerorden III. Klasse mit Schwertern sowie mit dem Orden der Eisernen Krone ausgezeichnet.
Zwei Jahre später befehligte er sein Regiment im Krieg gegen Österreich und nahm an den Schlachten bei Gitschin und Königgrätz teil. Hierfür erhielt er den Kronenorden II. Klasse mit Schwertern. Im Anschluss an den Krieg wurde Berger unter Stellung à la suite seines Regiments am 30. Oktober 1866 mit der Führung der 11. Infanterie-Brigade beauftragt. Am 31. Dezember 1866 folgte seine Beförderung zum Generalmajor sowie die Ernennung zum Kommandeur dieser Brigade. Am 17. Juni 1869 von diesem Kommando entbunden, übernahm Berger anschließend die 4. Garde-Infanterie-Brigade. Diese führte er 1870/71 während des Krieges gegen Frankreich in den Kämpfen bei Gravelotte, Beaumont, Sedan, Le Bourget sowie der Belagerung von Paris. Ausgezeichnet mit beiden Klassen des Eisernen Kreuzes, wurde Berger nach dem Frieden von Frankfurt am 18. August 1871 zum Generalleutnant befördert und war als solcher bis 13. März 1874 Kommandant von Hannover. Anschließend ernannte man ihn zum Gouverneur der Festung Ulm.
In Würdigung seiner langjährigen Verdienste wurde Berger am 17. Januar 1875 mit dem Roten Adlerorden I. Klasse mit Eichenlaub und Schwertern am Ringe ausgezeichnet. Von seiner Stellung als Gouverneur wurde er am 17. Mai 1876 entbunden und unter Verleihung des Charakters als General der Infanterie mit Pension zur Disposition gestellt. Der bayerische König sowie der König von Württemberg würdigten sein Engagement am 8. Juni 1876 durch die Verleihung des Großkreuzes des Militärverdienstordens sowie des Großkreuzes des Ordens der Württembergischen Krone mit Schwertern.

### Familie
Berger hatte sich am 26. Februar 1851 in Peterwitz bei Jauer mit Emilie, verwitwete Gräfin Bruges, geborene von Zeuner (1813–1897) verheiratet. Aus der Ehe ging hervor:
- Louis (1851–1907), preußischer Major a. D.

⚭ 1879 (geschieden 12. Juni 1897) Sophie Henriette Marie von Ramin (* 1860) (Heiratete am 11. Oktober 1897 den Legationsrat Hermann von Rath)
⚭ 24. Juni 1898 Anna Duwald, verwitwete Hayn (* 1851)